# Povjeravanje javnih ovlasti
Povjeravanje javnih ovlasti je jedan od načina organizacije javne vlasti u kojem država prenosi dio nadležnosti državnih tijela za obavljanje poslova od javnog interesa na subjekt izvan sustava državnih tijela (ustanovu, trgovačko društvo ili drugu pravnu osobu). Ovaj oblik delegiranja je nastao kao posljedica shvaćanja da je svrsishodnije da određene poslove države obavljaju nedržavni subjekti na autoritativan način i u ime javne vlasti.
Povjeravanje javnih ovlasti je dobrovoljno pravo zakonodavne vlasti. U nekim državama je ustavom određeno da je povjeravanje javnih ovlasti obavezno. Međutim, češći je slučaj da o određenim pravnim pitanjima najprije odlučuje određeno državno tijelo, ali uz dozvolu da dio svojih ovlasti može podijeliti, odnosno povjeriti, određenim nedržavnim subjektima, u okviru njihovih djelatnosti.
Javne ovlasti kao pravni institut u pravu Republike Hrvatske postoje od 1956. godine kada su prvi puta bile uređene Zakonom o državnoj upravi. Ustav Republike Hrvatske iz 1990. godine na više mjesta spominje "tijela koja imaju javne ovlasti" (članak 19., 26. i dr.). Povjeravanje javnih ovlasti od 1993. godine sustavno uređuju zakoni o državnoj upravi (Zakon o sustavu državne uprave, Zakon o ustanovama itd.).

## Obilježja javnih ovlasti
- Autoritativnost - Nedržavni subjekti kojima je država povjerila obavljanje javnih ovlasti uvijek djeluju autoritativno u odnosu na druge subjekte. Istupanje s autoritetom javne vlasti je nužno da bi doneseni akti i poduzete radnje imale snagu pravnih učinaka.
- Nejednakost u pravnom položaju subjekata - Nosioc javnih ovlasti prema drugim subjektima s kojima ostvaruje odnos istupa s jačom voljom, stavljajući pritom te subjekte u podređeni položaj.
- Kontinuitet pravnog režima - Nema razlike u pravnoj prirodi upravnog akta kojeg donosi tijelo državne uprave, kao državni subjekt, i upravnog akta kojeg donosi nedržavni subjekt na temelju javnih ovlasti.
- Nadzor države - Poslovi od javnog interesa su pod posebnim patronatom države pa se njihov rad kontinuirano nadzire.

## Poslovi od javnog interesa
Povjeravanje javnih ovlasti može se odnositi na različite poslove od javnog interesa, ali se uglavnom svodi na tri vrste pravnih poslova:
- normiranje određenih društvenih odnosa
- rješavanje u pojedinačnim upravnim predmetima
- obavljanje upravnih radnji

Iako je stvar države i njene zakonodavne politike da procjenjuje svrhovitost povjeravanja javnih ovlasti nedržavnim subjektima, neki poslovi od javnog interesa nikada ne mogu biti predmet tih ovlasti jer ih nije moguće odvojiti od države. Općenito, to su svi poslovi koje prema izričitim odredbama ustava mogu raditi samo državna tijela, te oni poslovi koji s obzirom na karakter i ustavnu ulogu suvremene države moraju biti u nadležnosti državnih tijela.